# Cintrona
Cintrona es un barrio del municipio de Juana Díaz, Puerto Rico. Según el censo de 2020, tiene una población de 4843 habitantes.

## Geografía
El barrio está ubicado en las coordenadas 18°0′41″N 66°30′8″O / 18.01139, -66.50222. Según la Oficina del Censo de los Estados Unidos, tiene una superficie total de 17.97 km², de los cuales 17.91 km² corresponden a tierra firme y 0.06 km² están cubiertos de agua.

## Demografía
Según el censo de 2020, hay 4843 personas residiendo en el barrio. La densidad de población es de 270.4 hab./km². El 11.60% de los habitantes son blancos, el 6.90% son afroamericanos, el 0.54% son amerindios, el 0.17% son asiáticos, el 32.25% son de otras razas y el 48.54% son de una mezcla de razas. Del total de la población, el 99.42% son hispanos o latinos de cualquier raza.